# Schweglerstraße (métro de Vienne)
Schweglerstraße est une station de métro de Vienne.

### Accueil

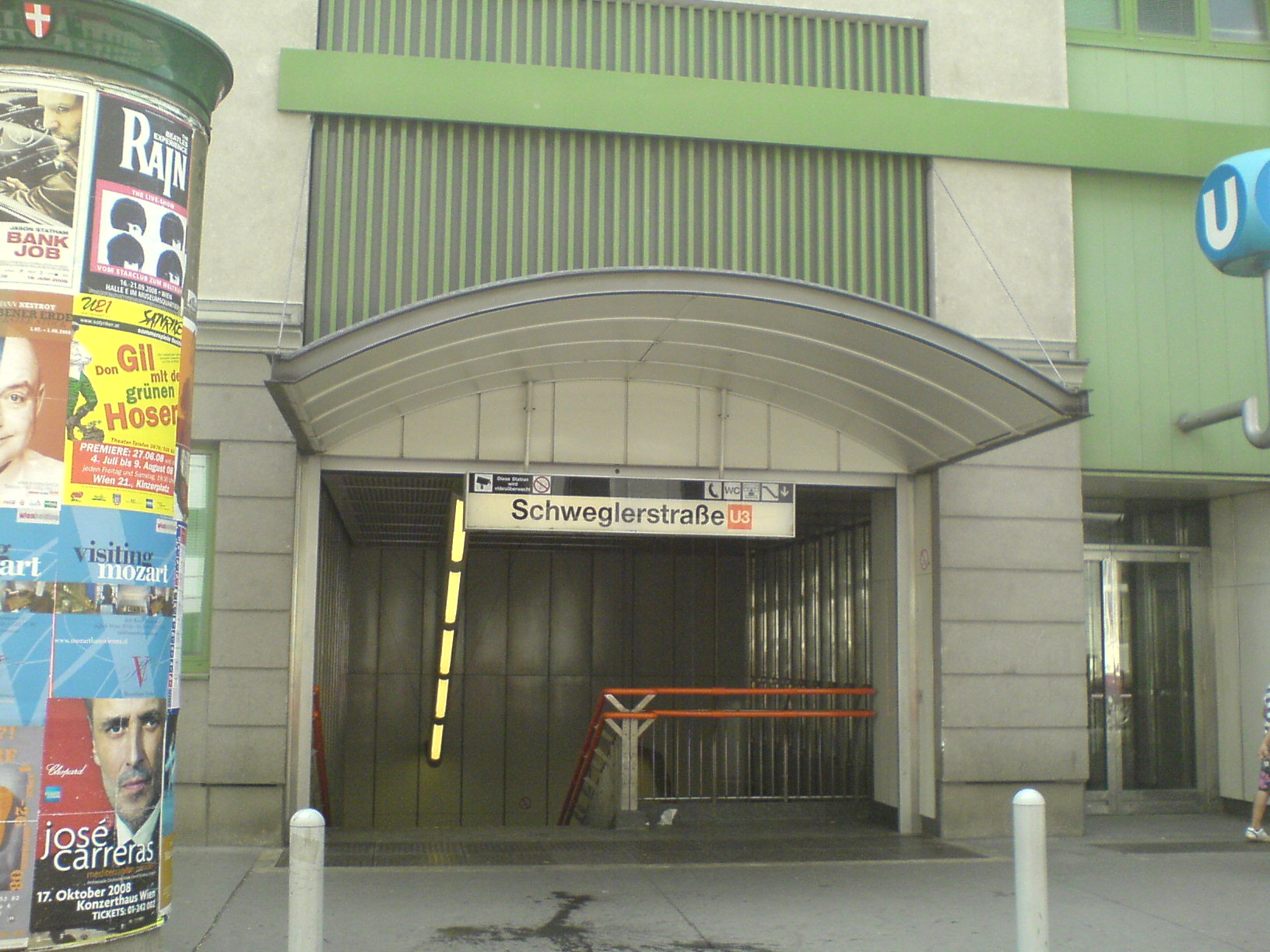
Une entrée de la station.